# Cnestis natalensis
Cnestis natalensis är en tvåhjärtbladig växtart som först beskrevs av Ferdinand von Hochstetter, och fick sitt nu gällande namn av Planch. & Sond. och Harv. & Sond.. Cnestis natalensis ingår i släktet Cnestis och familjen Connaraceae. Inga underarter finns listade i Catalogue of Life.